# Regents of the University of California mot Bakke
Regents of the University of California mot Bakke var en rättslig tvist som avgjordes av USA:s högsta domstol 1978. Tvisten handlade om en vit man, Allan Bakke, som ansökte till medicinska fakulteten vid University of California, Davis två gånger och nekades båda gångerna. Bakke ansåg att han nekades på grund av att universitetet gynnade minoritetsansökningar genom att reservera 16 platser för särskilda ansökningar av underrepresenterade grupper.
Högsta domstolen ansåg att universitetets system för att reservera platser för minoritetsansökningar genom kvoter (att ett visst antal platser vigts till minoriteter) var olaglig och att Bakke hade blivit diskriminerad. Domstolen fastslog också att universitet och högskolor har rätt att främja mångfald och ansåg att positiv särbehandling är en giltig metod vid urvalet av studenter.
Beslutet fastställde att "ras" kan användas som en faktor bland flera i antagningsprocessen till universitet, men att specifika kvoter baserade på "ras" är olagliga. Detta har haft en påverkan på hur universitet och andra organisationer hanterar frågan om positiv särbehandling, och har också lett till fortsatta debatter om rättvisa och likabehandling i samhället.
Domstolsbeslut har fortsatt att ha stor inverkan på politiska och sociala debatter i USA kring ämnen som positiv särbehandling och rasmässig diskriminering i urvalsprocesser vid utbildningsinstitutioner, likabehandling och omvänd rasism.